# Matthijs Wouter Knol

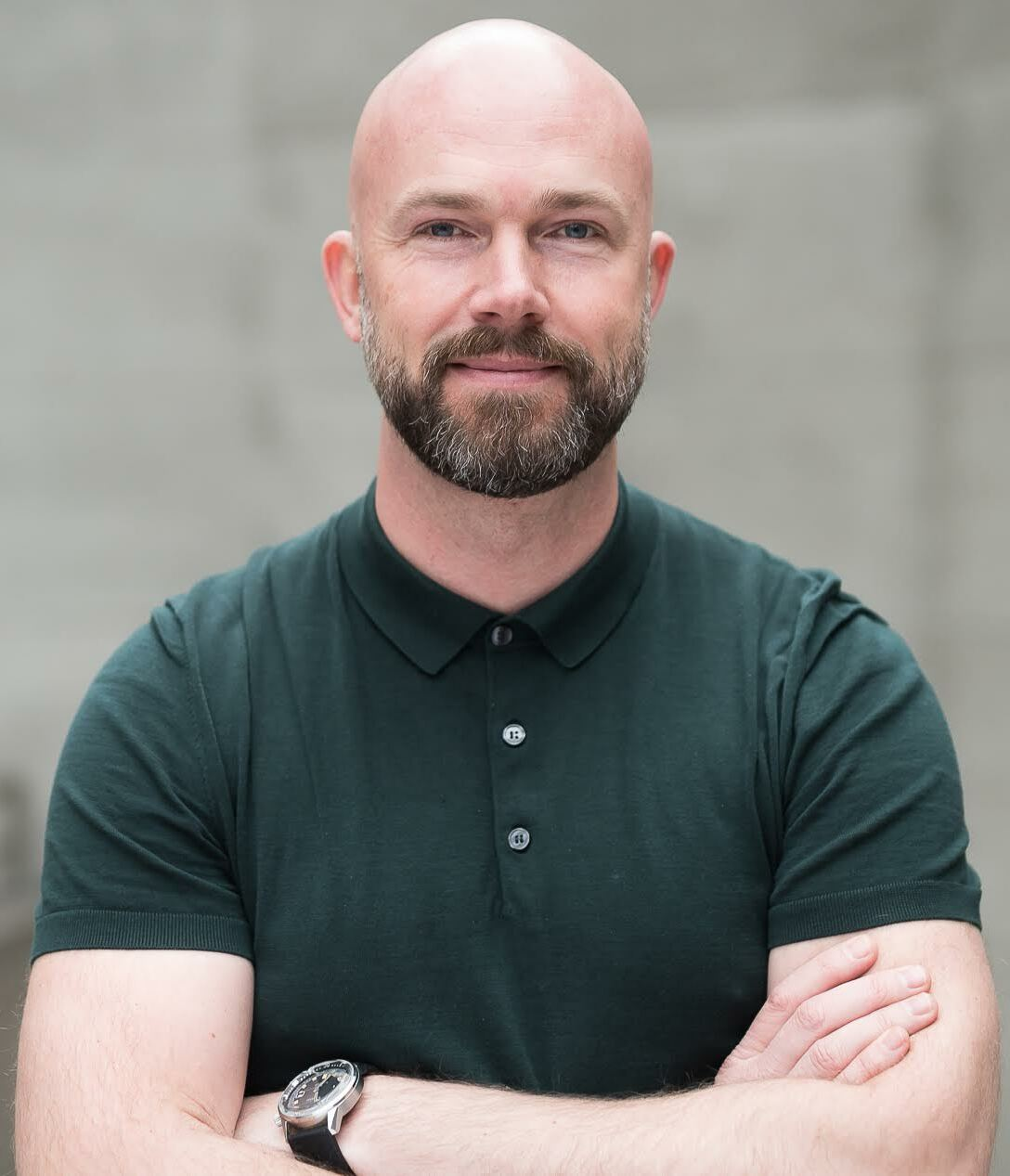
Matthijs Wouter Knol (2020)

Matthijs Wouter Knol (* 9. Mai 1977 in Assen, Niederlande) ist ein niederländischer Filmproduzent und Kurator, der für seine Tätigkeit im Rahmen internationaler Filmfestivals und hauptsächlich als Geschäftsführer und Direktor der Europäischen Filmakademie bekannt ist. Knol begann seine Karriere in Amsterdam, wo er als Produzent zahlreicher Dokumentarfilme arbeitete und für IDFA, das Internationale Dokumentarfilmfestival Amsterdam, tätig war.

## Leben
Matthijs Wouter Knol ist ein Sohn des niederländischen Dichters Henk Knol (* 1955). Seine Familie stammt aus den niederländischen Provinzen Groningen und Drenthe, Knol wuchs jedoch in der Provinz Gelderland auf.
Nach dem Abitur am Guido-de-Brès-Gymnasium in Amersfoort studierte Knol von 1995  bis 2000 Neuere Geschichte an der Universität Leiden. Außerdem verbrachte er im Rahmen eines Stipendiums des Königlich-Niederländischen Instituts zu Rom einen Studienaufenthalt in Rom und arbeitete dort 1998–1999 an seiner Magisterarbeit.

## Beruflicher Werdegang
Knol begann noch während seines Studiums, für das historische Magazin Andere Tijden im niederländischen Fernsehen zu arbeiten, das 2000 auf Sendung ging. Er war darüber hinaus freiberuflich als Journalist tätig. 2001 wurde er Mitarbeiter der Amsterdamer Produktionsfirma Pieter van Huystee Film, die sich besonders auf die Entwicklung und Produktion von Dokumentarfilmen für Kino und Fernsehen spezialisiert hat. Ab 2004 war er für die Entwicklung aller Produktionen verantwortlich und arbeitete bis 2007 bei über 30 Dokumentarfilmen, Kurzfilmen und Experimentalfilmen mit Regisseurinnen und Regisseuren wie Heddy Honigmann, Mani Kaul, Peter Delpeut, Boris Gerrets, Ditteke Mensink, Klaartje Quirijns (The Dictator Hunter), Mercedes Stalenhoef (Carmen Meets Borat), Sophie Hilbrand, Oeke Hoogendijk (The New Rijksmuseum), Danniel Danniel und Juliano Mer-Chamis (Arnas Kinder) zusammen.
2005 bis 2007 war Matthijs Wouter Knol für die Restaurierung und Digitalisierung des Oeuvres des niederländischen Dokumentarfilmers Johan van der Keuken und die Herausgabe auf DVD verantwortlich. Dabei kooperierte er mit dem Niederländischen Filminstitut und ARTE. Die Gesamtausgabe erfolgte 2006 und 2007 in Frankreich und den Niederlanden und wurde in Paris unter Juryvorsitz des Filmemachers André Téchiné mit dem „Prix Cahiers du Cinéma“ ausgezeichnet.
Ab 2007 arbeitete Matthijs Wouter Knol für das Internationale Dokumentarfilmfestival Amsterdam (IDFA), wo er den Ko-Produktionsmarkt Forum sowie die Vertriebsplattform Docs for Sale mitverantwortete. Im gleichen Jahr initiierte und leitete er das Weiterbildungsprogramm IDFAcademy und gründete 2008 die IDFAcademy Summer School.

### Berliner Jahre
2008 wurde Knol von Dieter Kosslick, dem damaligen Direktor der Internationalen Filmfestspiele Berlin, zum Programmleiter des Berlinale Talent Campus berufen. Das Programm fokussierte sich zunächst auf den internationalen Filmnachwuchs und bot parallel zur Berlinale ein Programm von Masterclasses und Workshops an, wurde allerdings unter Knols Leitung zu einer professionellen Plattform ausgebaut, in der alle Gewerke des Filmschaffens berücksichtigt und das Programm um neue Formate ergänzt wurde. Namhafte internationale Filmschaffende nahmen unter seine Leitung zwischen 2009 und 2014 am Programm teil.
2013 wurden Profil und Name des Berlinale Talent Campus in Berlinale Talents geändert. Auch die Bezeichnungen der Partnerprogramme in Guadalajara (Mexiko), Buenos Aires (Argentinien), Durban (Südafrika), Sarajevo (Bosnien und Herzegowina) wurden gleichzeitig vereinheitlicht. Die Talentprogramme in Tokio (Japan) und Beirut (Libanon) wurden von Knol initiiert.
2014 wechselte Knol zum European Film Market (EFM), wo er von Beki Probst die Leitung übernahm. Er trieb den strategischen Ausbau des European Film Market voran und machte ihn zu einer der wichtigsten Industrieplattformen der audiovisuellen Branche. Unter seiner Leitung wurde die Messe um Geschäftsbereiche mit einem Fokus auf hochqualitative Serien (Berlinale Series Market & Conference), Filmproduzenten (EFM Producers Hub), Dokumentarfilm (EFM DocSalon), Film Commissions (EFM Landmark), Innovation und Technologie (EFM Horizon) und Innovation in Subsahara-Afrika (Berlinale Africa Hub) ergänzte. Außerdem fanden ab 2017 jährliche Länderfokusprogramme statt, von Mexiko (2017), Kanada (2018), Norwegen (2019) bis Chile (2020).
Matthijs Wouter Knol war 2014 bis 2019 Mitglied des Auswahlgremiums des Berlinale-Wettbewerbs. Er war Mitgründer des Berlinale Residency im Jahr 2011, zu deren Stipendiaten Filmemacher Samuel Maoz mit Foxtrot – Der Tanz des Schicksals (2017) und Sebastián Lelio mit dem Oscar-Preisträgerfilm Eine fantastische Frau (2017) gehörten.

### Europäische Filmakademie
Der Vorstand der Europäischen Filmakademie berief Matthijs Wouter Knol 2020 zum neuen Geschäftsführer und Direktor. Er trat seine Tätigkeit im Januar 2021 an.

## Sonstiges
Knol war Vorstandsmitglied der Stiftung Arts & Ex und 2001–2006 für die Stiftung als Produzent von Fotoausstellungen und Filmvorlesungen tätig. Er war u. a. an den Ausstellungen „Body & City“ von Johan van der Keuken (2001) im Wexner Center for the Arts in Columbus, Ohio, „What Keeps Mankind Alive“ (Marjoleine Boonstra, 2002) in Arti et Amicitiae in Amsterdam, „Go West Young Man!“ (Hans van der Meer, 2003) in Galerie Colette in Paris sowie in der Freiluftausstellung „Face3Face“ des französischen Fotografen JR (2007) in Amsterdam beteiligt.
Er initiierte die jährliche „Johan van der Keuken Lezing“, mit Vorträgen zur gegenwärtigen Bedeutung von Bild und Kino. Die Vorträge fanden in Zusammenarbeit mit den Niederländischen Filmmuseum in Amsterdam statt.
Matthijs Wouter Knol war mehrere Jahre lang Sprecher für zahlreiche Dokumentarfilme im niederländischen Fernsehen.